# Smile Invest
Smile Invest, afkorting van Smart Money for Innovation Leaders, is een in België en Nederland gevestigde investeringsmaatschappij met kantoren in Linden (Lubbeek) en Den Haag.

## Geschiedenis
Smile Invest werd in juni 2017 opgericht door ondernemer Urbain Vandeurzen samen met managing partners Bart Cauberghe, Thomas Dewever en Ivo Vincente.  Vandeurzen was van 2011 tot 2016 voorzitter geweest van het bedrijf Gimv. Hij nam er ontslag omdat hij vond dat de investeringsmaatschappij, deels in handen van de Vlaamse overheid, verder geprivatiseerd moest worden en hij interesse had om een deel van de aandelen over te kopen. In 2013 reeds investeerde hij persoonlijk in technologiebedrijf Barco terwijl Gimv zelf een belangrijke Barco-aandeelhouder was.
Het nieuwe bedrijf verkreeg  initieel 250 miljoen euro startkapitaal (finaal 350 miljoen euro) via tientallen ondernemers(families) en managers uit België en Nederland. Naast de managing partners werd ook oud ceo van Gimv Dirk Boogmans aangetrokken als lid van het investeringscomité van de organisatie. Dit investeringscomité bestaat uit de managing partners en enkele vertegenwoordigers aangeduid door de investeerders.

## Investeringen
De investeringen richten zich nadrukkelijk op  bedrijven met een bedrijfswaarde tussen 20 en 200 miljoen euro die actief zijn in de sectoren: ICT, industrie & technologie,  gezondheidszorg, en consumentenproducten en- diensten. Hierbij wordt wisselend gekozen voor minderheidsbelangen en meerderheidsbelangen. Voorbeelden hiervan zijn de bedrijven : Rovers (producent medische apparatuur ten behoeve van baarmoederhalskanker), Climate for Life (moederbedrijf van o.a. ITH Daalderop), Cargo Floor, Microfloor (orchideeënproducent), Hospdex (importeur van medisch materiaal) en Tenten Solar ( Zonnepanelenspecialist).